# Hungría en los Juegos Paralímpicos de Toronto 1976
Hungría estuvo representada en los Juegos Paralímpicos de Toronto 1976 por dos deportistas masculinos.

## Medallistas
El equipo paralímpico húngaro obtuvo las siguientes medallas:
| Nombre        | Deporte       | Evento                 |
| ------------- | ------------- | ---------------------- |
| Oro           |               |                        |
| Zoltán Tauber | Tenis de mesa | Individual E masculino |
| Plata         |               |                        |
| —             |               |                        |
| Bronce        |               |                        |
| József Oláh   | Atletismo     | 100 m B masculino      |